# معهد ستيكلوف للرياضيات

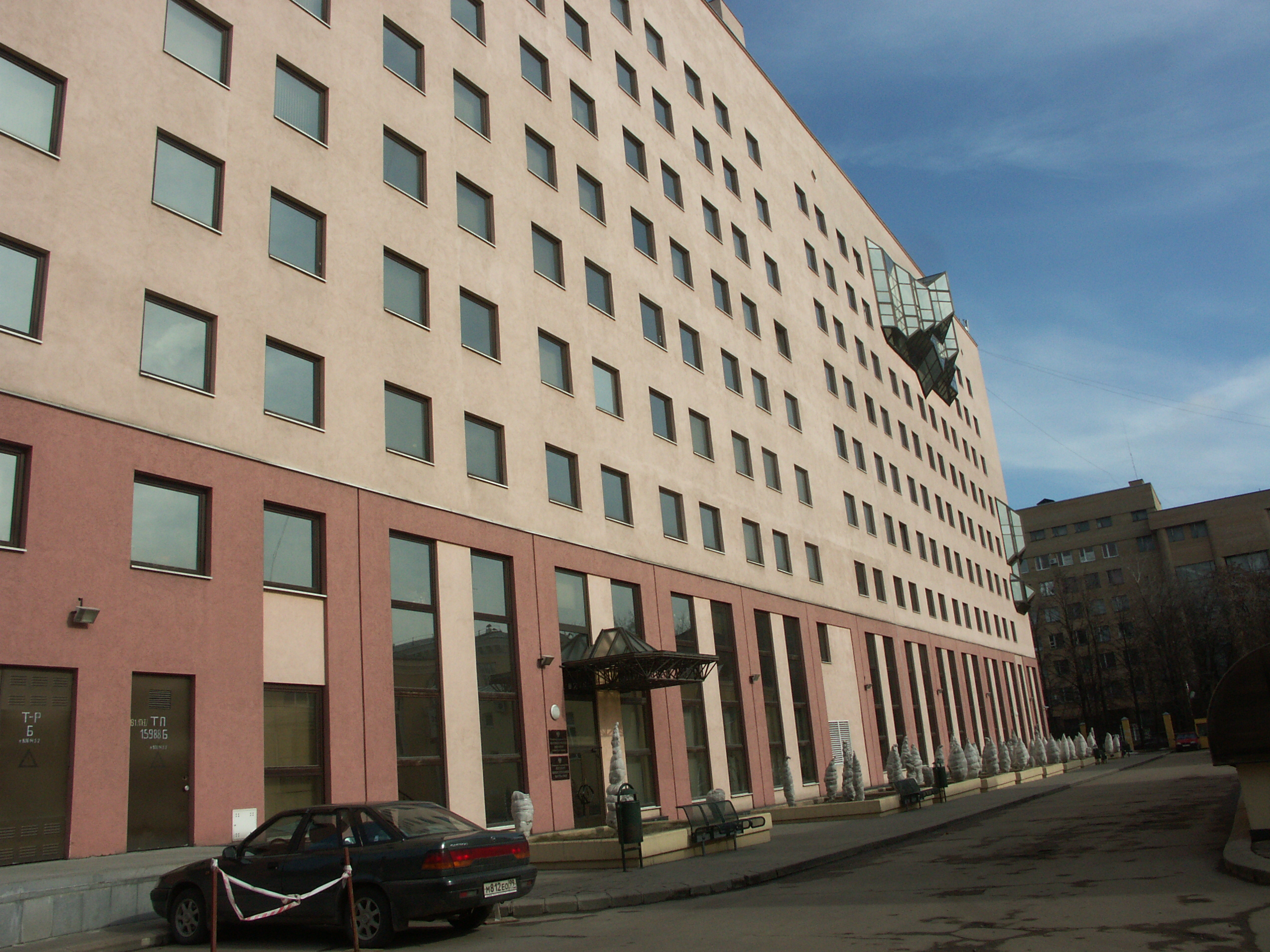
البناية الجديدة МИАН, построенное في عام 1997

معهد ستيكلوف للرياضيات (بالروسية: Математический институт имени В.А.Стеклова) هو معهد للبحث يقع في موسكو، مختص في مجال الرياضيات، وهو جزء من الأكاديمية الروسية للعلوم.

## وصلات خارجية
- معهد ستيكلوف للرياضيات
- قسم معهد ستيكلوف للرياضيات في سانت بطرسبرغ